# غرام الأفاعي (فلم)
غرام الأفاعي هو فيلم مصري عرض عام 1988، بطولة هشام عبد الحميد وليلى علوي وصلاح قابيل وصابرين، ومن إخراج حسام الدين مصطفى.

## قصة الفيلم
مهجة طالبة ناجحة بكلية الصيدلة، وتنتمي إلى أسرة على قدر كبير من الثراء، ووجدي زميل لها بكلية الصيدلة يتقدم لوالدها ليتزوجها، لكنه يرفض بسبب فقره الاجتماعي، لكنه لا يستسلم للرفض ويمضي إلى إختراعاته واكتشافاته في عالم الدواء، وقد أوصلته إلى اكتشاف نوع من الدواء يسم الإنسان ويجهز عليه دون أن يترك أي أثر، تتزوج مهجة رجل الأعمال المليونير يسري، ويفكر وجدي في استعادة حبيبته، وعندما يعرف الزوج بخيانة زوجته له يثور ويصر على عدم طلاقها فيبدا وجدي يفكر في كيفية التخلص من الزوج عن طريق دس السم الذي توصل إليه في الشاي ليشربه ويتخلص منه ويفوز هو بها، وتنجح خطته بعد أن نفذتها مهجة، يموت المليونير يسري، ويتزوج وجدي من مهجة رغم معارضة والديها، وبعد الزواج يتمرد وجدي على مهجة ويبدأ في ابتزازها للاستيلاء على أموالها، مما جعلها تضيق بالحياة معه، فتدس له السم في طعامه، وهو في نفس الوقت يدس لها السم في عصير البرتقال أيضًا حتى يتخلص من حياتها، ويعرف كل منهما مما فعل الآخر، ويموتان معا في المستشفى.

## طاقم التمثيل
- هشام عبد الحميد: (وجدي نصراوي)
- ليلى علوي: (مهجة عبد الرحمن)
- صلاح قابيل: (يسري الوسيمي)
- صابرين: (هبة)
- رانيا فتح الله: (ماجدة)
- أحمد لوكسر: (عبد الرحمن)
- وسيلة حسين: (صابحة)
- ألفت سكر: (والدة مهجة)
- سامي عطايا: (د. فتحي)
- نادية شمس الدين: (والدة يسري)
- فوزي منصور: (حلمي)
- زيزي فريد: (خيرية)
- إبراهيم الدالي: (طبيب أمراض النساء)
- كمال الزيني: (أستاذ علم الأدوية)

## فريق العمل
- إخراج: حسام الدين مصطفى
- قصة: نبيل راغب
- سيناريو وحوار: محمد خليل الزهار
- مدير التصوير: إبراهيم صالح
- مونتاج: فكري رستم
- إنتاج: سكرين 2000 (صفوت غطاس)، (إبراهيم شوقي)
- توزيع داخلي: أفلام النصر (محمد حسن رمزي)
- توزيع خارجي: شركة الصباح العالمية للسينما

## روابط خارجية
- مقالات تستعمل روابط فنية بلا صلة مع ويكي بيانات